# بدوستمونية
البدوستمونية أو عشبات النهر (الاسم العلمي: Podostemaceae) هي فصيلة من النباتات تتبع رتبة الملبيغيات من طائفة الوردانية.

## الأجناس
- البدوستمون